# Welford-on-Avon
Welford-on-Avon – wieś w Anglii, w hrabstwie Warwickshire, w dystrykcie Stratford-on-Avon. Leży 19 km na południowy zachód od miasta Warwick i 136 km na północny zachód od Londynu.